# 아카이아인

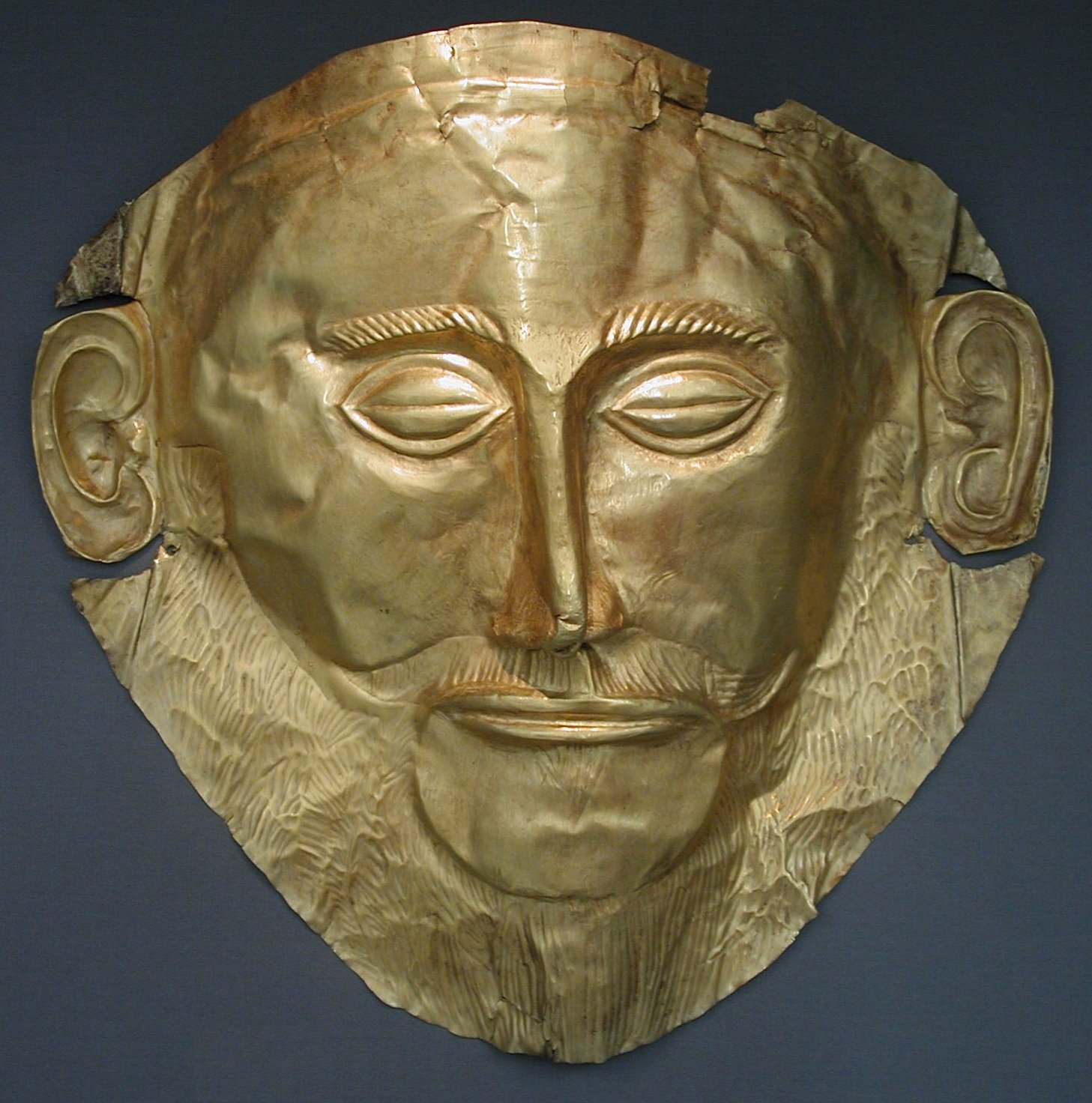

아카이아인(고대 그리스어: Ἀχαιοί, Achaioi)은 기원전 2000년때 테살리아 방면에서 남하하여 펠로폰네소스반도 일대에 정착했다는 고대 그리스의 집단이다. 아이올리스인·도리아인·이오니아인과 함께 고전기 그리스를 대표하는 민족이다.

## 개요
아카이아인의 호칭은 "일리아스"과 "오디세이아" 같은 호메로스의 서사시에서 그려지는 그리스인을 의미하고 있다. 아카이아인은 미케네 문명을 구성하는 집단으로 간주되고 있으며, 크레타섬의 미노스 문명을 멸망시켰다. 아나톨리아에 세력을 가진 히타이트 신 왕국 시대의 점토판 문서와 고대 이집트의 비문에 아히야와(Ahhiyawa)의 이름으로 등장한다.